# Ariadna hottentotta
Ariadna hottentotta là một loài nhện trong họ Segestriidae.
Loài này thuộc chi Ariadna. Ariadna hottentotta được William Frederick Purcell miêu tả năm 1908.